# Ahaggar
|  | Per a altres significats, vegeu «Kel Ahaggar». |

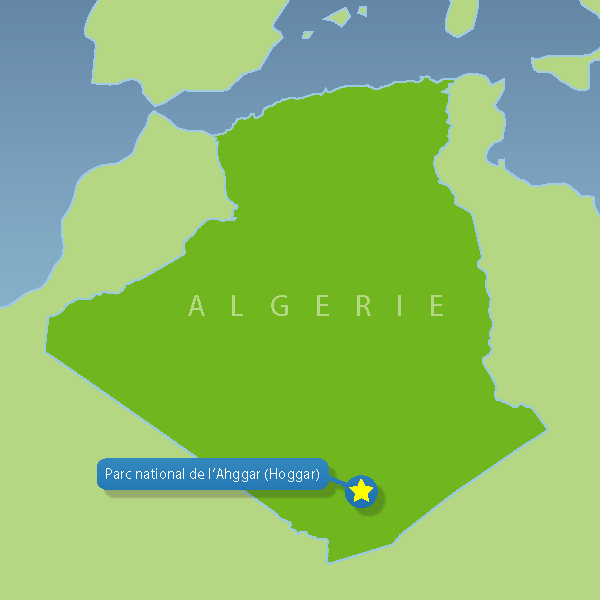
Situació.

L'Ahaggar (amazic: Idurar n Uhaggar; àrab: جبال هقار, jibāl Haqqār) és una serralada d'Algèria que forma un parc nacional. Forma part de l'ecoregió dels Boscs xeròfits montans del Sahara occidental. Aquests territoris són habitats pels Kel Ahaggar, uns 500.000 km² entre l'Ahanef a l'est, el Tassili n'Ajjer al nord-est, l'Immidir al nord, i l'Adrar des Ifoghas i l'Ayr al sud. La població estimada era vers 1950 de 5.000 habitants, de les tribus kel ghela, taytok i tégehé mellet que en conjunt, amb els seus vassalls, formen la confederació dels Kel Ahaggar. El cap tradicional o amenokal és escollit entre els Kel Ghela. Quasi tota la població és nòmada i la societat està divida en tres classes o castes: el nobles (ihaggaran o imuhagh), els plebeus vassalls (amghid, plural imghad) i els esclaus (akli, plural iklan). La seva llengua és el tamahakk i l'escriptura el tifinagh.
En aquest territori hi ha pintures rupestres i algunes restes d'indústries lítiques (neolítiques). El país estava governat per un amenokal. La missió d'exploració Flatters fou massacrada el 1880; llavors, fou reconegut per la missió Foureau-Lamy el 1898; l'amenokal Musa ag Amastan es va sotmetre el 1904 al comandant Laperrine i fou incorporat al territori francès dels Oasis, amb capital a Tamanrasset.